# 一村哲也
一村 哲也 (いちむら てつや、本名。濱口隆
1930年6月30日 - ）は、日本の写真家。長崎市出身。

## 写真集
- 『エロスの対話』毎日新聞社、1969年
- 『サメロ』現代新社、1970年
- 『COME UP』写真評論社、1971年

## 受賞
- 第1回国際主観主義写真展特賞（1959年）